# Gabriel García Márquez
Gabriel García Márquez (n. 6 martie 1927, Aracataca⁠(d), Magdalena, Columbia – d. 17 aprilie 2014, Ciudad de México, Mexic) a fost un scriitor columbian, laureat al Premiului Nobel pentru Literatură în anul 1982, pentru roman și proză scurtă, în care fantasticul și realul sunt combinate într-o lume liniștită de bogată imaginație, reflectând viața și conflictele unui continent. Este cunoscut de către prieteni drept Gabo. 
Cel mai cunoscut roman al său este Cien años de soledad (Un veac de singurătate), tradus în zeci de limbi ale lumii. Literatura sa se încadrează în paradigma realismului magic.

## Biografie
Gabriel García Márquez s-a născut în data de 6 martie 1927, în municipiul Aracataca, aflat pe Coasta Atlantică Columbiană, ca fiu al lui Gabriel Eligio García și al Luisei Santiaga Márquez Iguarán. A fost crescut de bunicii materni, colonelul Nicolás Márquez și Tranquilina Iguarán, în Aracataca.
Copilăria sa este relatată în memoriile sale: Vivir para contarla (Sa trăiești pentru a povesti). În anul 2007 s-a întors în Aracataca, după o absență de 24 ani, pentru a primi omagiul adus în onoarea sa de către guvernul columbian la împlinirea celor 80 ani de viață și 40 de la prima publicare a celui mai cunoscut roman: Cien años de soledad (Un veac de singurătate).
În 1936 moare colonelul Nicolás Márquez, motiv pentru care Gabriel García Márquez vine în Sincelejo, Sucre, cu părinții săi. Luni după aceea, se mută în Barranquilla pentru a studia. În 1940 urmează primele clase la Colegiul San José (azi Institutul San José), după care călătorește în Zipaquirá și termină ultimii doi ani și bacalaureatul la Liceul Național de Băieți (azi Colegiul Național San Juan Bautista de La Valle), până în 1946.
În 1947 se duce în Bogotá cu intenția de a studia Dreptul și Științele Politice la Universitatea Naționala din Columbia, carieră pe care o abandonează pentru a pleca în Cartagena de Indias să lucreze ca reporter la ziarul El Universal, după ce, pe 9 aprilie 1948, este asasinat liderul popular Jorge Eliécer Gaitán și câteva dintre scrierile sale sunt arse în pensiunea unde locuia.
La sfârșitul anului 1949 revine în Barranquilla unde lucrează ca reporter și columnist la ziarul El Heraldo. La cererea scriitorului Álvaro Mutis, García Márquez se întoarce în Bogotá în 1954 și lucrează ca reporter și critic cinematografic la ziarul El Espectador. În 1958, după ce rămâne o perioadă în Europa, Gabriel Márquez se întoarce în America Latină și rămâne în Venezuela.
În Barranquilla s-a căsătorit cu Mercedes Barcha. Din căsnicia celor doi au rezultat doi băieți: Rodrigo (născut în 1959 în Bogotá) și Gonzalo (născut în Mexic trei ani mai târziu).
În 1960, după triumful revoluției din Cuba, se duce în Havana și lucrează pentru agenția de presă creată de guvernul cubanez, Presa Latină, unde se împrietenește cu comandantul Ernesto Guevara, dar pe termen lung cu Fidel.
În 1961 se instalează în New York, fiind corespondent la Presa Latina. Decide să se mute în Mexic atunci când exilații cubanezi nu erau de acord cu reportajele sale, iar CIA îl critică și amenință.
În 1967 a publicat cea mai cunoscută operă a sa: Cien años de soledad (Un veac de singurătate), istorie care povestește trăirile familiei Buendía în imaginarul sat Macondo. Opera este considerată ca aparținând realismului magic.
în 1969 se instalează in Barcelona (Spania) unde trăiește mai mulți ani stabilind legături cu numeroși intelectuali.
Din 1975 locuiește în Mexic, Cartagena de indias, Havana și Paris.
În 1982 primește Premiul Nobel pentru Literatură.
în 1988 este președintele unei grupări editoriale și proprietarul revistei Revista Cambio în Columbia, dar în 2006 își vinde acțiunile.
În 2002 publică autobiografia sa intitulată: Vivir para contarla (A trăi pentru a-ți povesti viața).
În 1981 decide să se retragă în Mexic, datorită persecuțiilor politice din partea guvernului Julio César Turbay Ayala (1978-1982).
Pe 22 martie 2008 scriitorul columbian Gabriel García Márquez a celebrat nunta de aur cu soția sa, Mercedes Barcha.

## Contribuția și cariera sa cinematografică
García Márquez dezvoltă un interes personal pentru cinematografie; în perioada de adolescență petrecută în Barranquilla, împreună cu pictorul Enrique Grau, scriitorul Álvaro Cepede Samudio și fotograful Nereo López, participă la realizarea scurtmetrajului La langosta azul (Langusta albastră).
În 1950 studiază cinematografia în Centro Sperimentale Di Cinematografia di Roma, având ca profesori pe argentinianul Fernando Birri și cubanezul Julio García Espinosa, care mai târziu vor fi declarați fondatorii Noului Cinematograf Latinoamericán.
Mai multe producții cinematografice mexicane din anii 1960 au fost scrise de García Márquez. Filme la care a colaborat: El gallo de oro (1964) (Cocoșul de aur), Roberto Galvadón și Tiempo para morir (1966) (Timp pentru moarte), En este pueblo no hay ladrones (1965) (În satul ăsta nu există hoți), Juego peligroso (1966) (Joc periculos), La viuda de Montiel (1979) (Vaduva lui Montiel), Mária de mi corazón (1979) (Maria inimii mele) etc.
În 1990 García Márquez a călătorit la New York, unde l-a cunoscut pe regizorul Woody Allen.

## Opere
- Ojos de perro azul, 1950 (Ochi de câine albastru);
- La Hojarasca, 1955 (Frunze uscate);
- Relato de un náufrago, 1955 (Povestea unui naufragiat);
- El canibal, 1955 (Canibalul);
- Un día después del sábado, 1955 (O zi după sâmbătă);
- La mala hora, 1961 (O oră rea);
- El coronel nu tiene quien le escriba, 1961 (Colonelului nu are cine să-i scrie);
- Los funerales de la Mamá Grande, 1962 (Funeraliile bunicii);
- Un señior muy viejo con unas alas enormes, 1966 (Un domn foarte bătrân și cu niște aripi enorme);
- Cien años de soledad, 1967 (Un veac de singurătate);
- Monólogo de Isabel viendo llover en Macondo, 1968 (Monologul Isabelei văzând ploaia din Macondo);
- Cuando era feliz e indocumentado, 1973 (Când eram fericit și fără acte);
- El otono del patriarca, 1975 (Toamna patriarhului);
- Todos los cuentos, 1976 (Toate poveștile);
- Crónica de una muerte anunciada, 1981 (Cronica unei morți anunțate);
- Viva Sandino, 1982 (Trăiască Sandino);
- Noticia de un secuestro, 1982 (Știri despre o răpire);
- El amor en los tiempos del colera, 1985 (Dragostea în vremea holerei);
- El general en su laberinto, 1989 (Generalul în labirintul său);
- Vivir para contarla, 2002 (Să trăiești și să povestești);
- Memorias de mis putas tristes, 2004 (Amintirile curvelor mele triste);
- El rastro de tu sangre en la nieve (Urma sângelui tău pe zăpadă);
- Del amor y otros demonios (Despre dragoste si alti demoni).
- Yo no vengo a decir un discurso, 2010 (Nu vin să țin un discurs) [17]

## Premii
- Premiul ESSO pentru nuvela La mala hora (1961);
- Doctorat honoris causa din partea Universității din Columbia în New York, (1971);
- Medalie din partea Legiunii franceze din Paris (1981);
- Decorația Águila Azteca în Mexic (1982);
- Premiul Nobel pentru Literatură în Stockholm (1982);
- Premiul de patruzeci de ani în Cenaclul Ziariștilor 1985;
- Membru de onoare al institutului Caro și Cuervo în Bogotá (1993);
- Doctorat honoris causa din partea Universității din Cádiz 1994).

## Activitatea politică
García Márquez a participat la tratativele de pace dintre Trupele Naționale de Liberare și guvernul columbian, care se refugiase în Cuba; de asemenea, a participat la negocierile de pace dintre Andrés Pastrana și Forțele Armate Revoluționare din Columbia, care au eșuat. În cartea de interviuri Parfumul de guayaba a povestit despre prietenia sa cu Fidel Castro, cu François Mitterand sau cu nepoata lui Ernest Hemingway.

## Probleme de sănătate
În 1999 i se descoperă cancer limfatic. Această boală l-a făcut pe García Márquez să își publice memoriile. În 2000 starea sa a fost declarată incorect de către ziarul peruan La Republica ca fiind "agonizantă". În iulie 2012 fratele scriitorului a anunțat că acesta suferă de demență senilă și că a încetat să mai scrie.

### Filme
- Documentary 52': Gabriel García Márquez